# Campeonato Maranhense de Futebol de 1923
O Campeonato Maranhense de Futebol de 1923 foi a 6º edição da divisão principal do campeonato estadual do Maranhão. O campeão foi o Luso Brasileiro que conquistou seu 4º título na história da competição.

## Premiação
| Campeonato Maranhense de 1923       |
| São Luís                            |
| ----------------------------------- |
| Luso Brasileiro Campeão (4º título) |